# Proctolyra varii
Proctolyra varii är en insektsart som beskrevs av Bo Tjeder 1992. Proctolyra varii ingår i släktet Proctolyra och familjen fjärilsländor. Inga underarter finns listade i Catalogue of Life.